# Roni Size

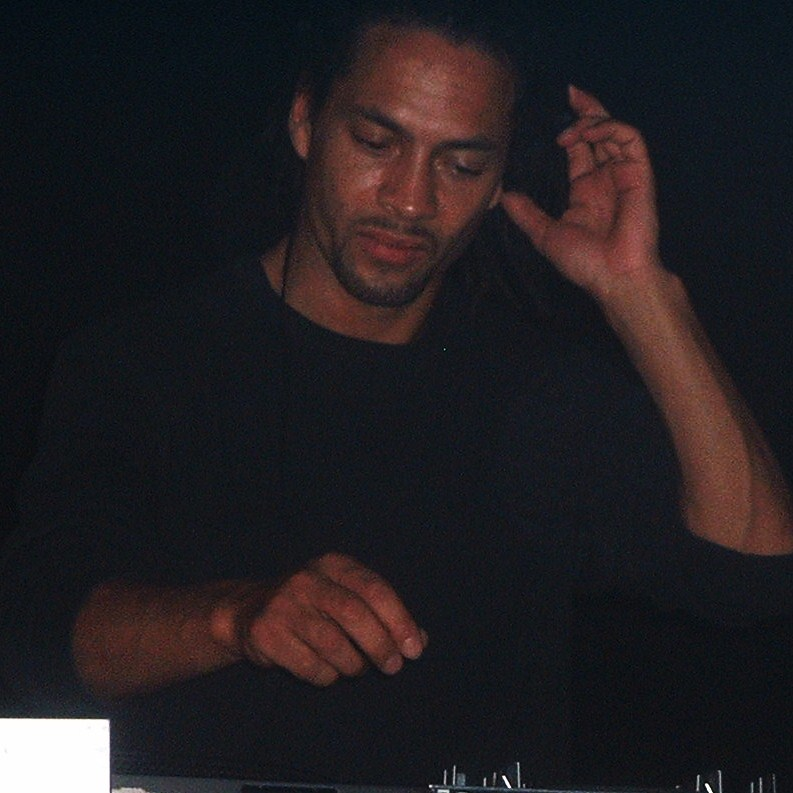
Roni Size

Roni Size (nacido Ryan Williams, Bristol, 29 de octubre de 1969) es un productor y DJ británico de drum and bass. Se hizo conocido en 1997 como fundador y líder del colectivo musical Reprazent, ganando ese año el Mercury Prize por su disco New Forms.

## Estilo musical
Williams es conocido por su fusión de los beats del primer jungle acompañado por percusión y líneas de bajo tocadas en directo. Su grupo suele estar formado por los mismos Roni Size ,Suv, die,como compositores y programadores, Suv, DJ Krust, Onallee (vocales), Dynamite MC y la rapera Bahamadia (una ex protegida de Gang Starr). Como resultado, Reprazent drum and bass está igualmente influenciado por el hip hop, el funk, la música soul y el house

## Discografía
- Music Box (1995)
- New Forms (1997)
- Ultra-Obscene (1999)
- Through the Eyes (2000)
- In the Mode (2000)
- Touching Down (2002)
- Touching Down, Vol. 2 (2005)
- Return to V (2005)
- New Forms² (2008)
- Dirty Beats
- Share The Fall
- Triphop Drum and Bass
- Circles Remix
- Sing
- Switchblade

### Remixes seleccionados
- Basement Jaxx - Good Luck
- Janet Jackson - Go Deep
- Nuyorican Soul feat. Jocelyn Brown - It's Alright, I Feel It